# Yorkshire North (circonscription du Parlement européen)
Yorkshire North était une circonscription du Parlement européen couvrant une grande partie du North Yorkshire et une partie de l'Humberside en Angleterre.
Avant l’adoption uniforme de la représentation proportionnelle en 1999, le Royaume-Uni utilisait le système uninominal à un tour pour les élections européennes en Angleterre, en Écosse et au pays de Galles. Les conscriptions du Parlement européen utilisées dans ce système étaient plus petites que les circonscriptions régionales les plus récentes et ne comptaient chacune qu'un seul membre au Parlement européen.
Lorsqu'il a été créé en Angleterre en 1979, il se composait des circonscriptions du Parlement de Westminster de Barkston Ash, Goole, Harrogate, Ripon, Skipton, Thirsk and Malton, York. En 1984, la plupart de la circonscription est devenu une partie de York, avec de petites parties allant à Humberside et Yorkshire South.
La région a ensuite été incluse dans la circonscription du Parlement européen du Yorkshire et Humber, qui était représentée par sept membres en 1999-2004 et six à partir de 2004.

## Membre du Parlement européen
| Élection                    | Élection | Portrait | Membre       | Parti        |
| --------------------------- | -------- | -------- | ------------ | ------------ |
|                             | 1979     |          | Neil Balfour | Conservateur |
| 1984 circonscription abolie |          |          |              |              |

## Résultats des élections
Les candidats élus sont indiqués en gras.
| Parti         | Parti                                  | Candidat       | Voix    | %    | ± |
| ------------- | -------------------------------------- | -------------- | ------- | ---- | - |
|               | Conservateur                           | Neil Balfour   | 98,464  | 59,1 | ' |
|               | Travailliste                           | Fred Singleton | 41,408  | 24,8 |   |
|               | Liberal                                | Claire Brooks  | 26,812  | 16,1 |   |
| Majorité      | Majorité                               | Majorité       | 57,056  | 34,3 |   |
| Participation | Participation                          | Participation  | 166,684 | 34,5 |   |
|               | Conservateur vainqueur (nouveau siège) |                |         |      |   |